# Petter Rydberg
Petter Rydberg, född omkring 1715, död 30 december 1766 i Hovförsamlingen, Stockholm, var trumpetare vid Kungliga Hovkapellet i Stockholm

## Biografi
Petter Rydberg föddes omkring 1715. Han blev 15 december 1742 fälttrumpetare i Vifolka kompani, Östgöta kavalleriregemente efter Petter Nyman. Rydberg flyttade då till trumpetarbostaden i Skränge, Gammalkils socken. Den 1 november 1744 gifte han sig med Christina Charlotta Sjöstedt (1710–1759). Hon var dotter till kyrkoherden Nicolaus Petri Sjöstedt och Catharina Bursiei Höreda socken. Rydberg och SJöstedt fick tillsammans barnen Johan Petter (1745–1745), Niklas Fredrik (född 1747), Christina Catharina (född 1750) och Anna Catharina (född 1751). 1755 sökte Rydberg tjänsten som hovtrumpetare efter Zachris Gotthard Saulitz. Tjänsten gavs istället till oboisten Petter Friedrich vid Svea livgarde, som även kom att gifte om sig med Saulitz änka. 1757 deltog Rydberg vid pommerska kriget som en av fyra trumpetare av regementet sju trumpetare. Den 31 augusti 1764 blev han kunglig hovtrumpetare vid Kungliga Hovkapellet i Stockholm efter hovtrumpetaren Ludvig Adolph Saulitz. Rydberg avled 30 december 1766 av hastig feber i Hovförsamlingen, Stockholm.